# Hog Island (ö i Falklandsöarna)
Hog Island är en ö i territoriet Falklandsöarna (Storbritannien). Den ligger i den östra delen av ögruppen, 25 km nordväst om huvudstaden Stanley.